# Сдвиг Фёдорова
Сдвиг Фёдорова (эффект Фёдорова — Имберта) — явление малого (меньше длины волны) бокового смещения луча света с круговой или эллиптической поляризацией при полном внутреннем отражении. В результате смещения отражённый луч не лежит в одной плоскости с падающим лучом, как это декларирует закон отражения света геометрической оптики.

## История открытия
Явление бокового смещения луча света при отражении теоретически предсказано Ф. И. Фёдоровым в 1955 году, позже обнаружено экспериментально французом К. Эмбером.
Диплом на научное открытие выдан Фёдорову Ф. И. в 1980 году.